# Zgromadzenie Stanowe Kalifornii
Zgromadzenie Stanowe Kalifornii – izba niższa dwuizbowej Legislatury Stanowej Kalifornii. Składa się ono z 80 członków Zgromadzenia wybieranych w wyborach powszechnych, równych, bezpośrednich i większościowych. Kadencja Zgromadzenia, zgodnie z Konstytucją, trwa 2 lata; biegnie od dnia pierwszego posiedzenia nowo wybranego Zgromadzenia i trwa do dnia poprzedzającego dzień zebrania się Zgromadzenia następnej kadencji. Zgromadzenie obraduje ciągle, pod przewodnictwem spikera. Jego obrady są jawne.

## Wymagania kandydata
Żeby ubiegać się o mandat kandydat musi być amerykańskim obywatelem i zarejestrowany jako wyborca w dystrykcie, którym startuje. Zgodnie z artykułem 4 konstytucji Kalifornii, kandydat musi być rezydentem przynajmniej rok w okręgu wyborczym i 3 lata w Kalifornii.

## Przywództwo
Spiker przewodniczy Zgromadzeniu, kontroluje proces legislacyjny i komisji. Spiker jest wybierany przez partię, która ma większość, a następnie jest poddawany wotum zaufania. Inni przywódcy jak lider większości i opozycji są wybierani przez swoją partię.
Obecnym spikerem jest Anthony Rendon z Partii Demokratycznej. Liderem większości jest Ian Calderon, a liderem opozycji jest Marie Waldron.